# Frank Moores
Pour les articles homonymes, voir Moores.
Frank Duff Moores (né le 18 février 1933, décédé le 10 juillet 2005) est un homme politique canadien qui a été le deuxième premier ministre de la province de Terre-Neuve-et-Labrador, de 1972 à 1979.